# Çukurova (cheval)
Pour l’article homonyme, voir Çukurova.
Le Çukurova est une race de chevaux de selle et de traction légère originaire de la région du même nom, en Turquie. 

## Histoire

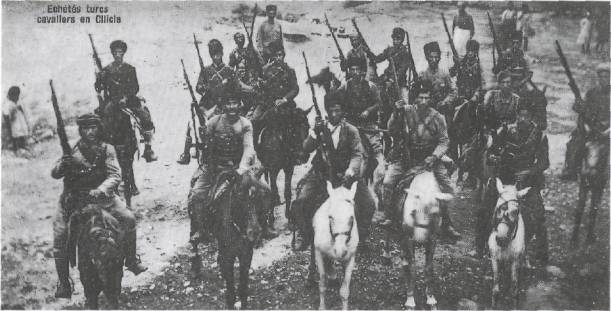
Cavalerie turque en 1919.

Le Çukurova forme une race indigène à l'Anatolie, issue de croisements entre le cheval arabe turc et le cheval circassien, complétés par l'influence du poney anatolien. La formation de la race est estimée remonter à 1894, sous l'Empire ottoman, dans un haras du même nom. Un type plus grand, toisant 1,50 m à 1,54 m, a été développé pour la Première Guerre mondiale, mais ce type de la race est désormais perdu. Un nouveau type, plus petit, a été développé à partir de 1935.
En 2003, le Çukurova a été reconnu en danger d'extinction. Il n'existe en 2007 ni registre généalogique formel ni association de race, mais les éleveurs espèrent que le gouvernement turc reconnaîtra bientôt officiellement la race.

## Description
L'ancien type mesurant 1,50 m à 1,60 m en moyenne d'après l'étude de l'université d'Oklahoma (2007) et celle de CAB International (2016), il était plus grand et plus charpenté que le poney anatolien. La base de données DAD-IS (d'après sa collecte de données effectuée en 1995) et l'étude nationale des chevaux turcs menée en 2012 indiquent une taille moyenne de 1,37 m chez les femelles de la race moderne, pour un poids de 400 kg.
Il montre de la fougue et de la rapidité. La race existe en deux types, l'un adapté à la traction légère et l'autre à la selle. Le type traction est davantage influencé par le poney anatolien, le type selle par le cheval arabe.
Les robes habituelles sont le gris, ainsi que toutes les variantes avec gène Dun.

## Utilisations
Il est monté et utilisé pour la traction légère. D'après DAD-IS, cette dernière forme la principale utilisation de la race

## Diffusion de l'élevage

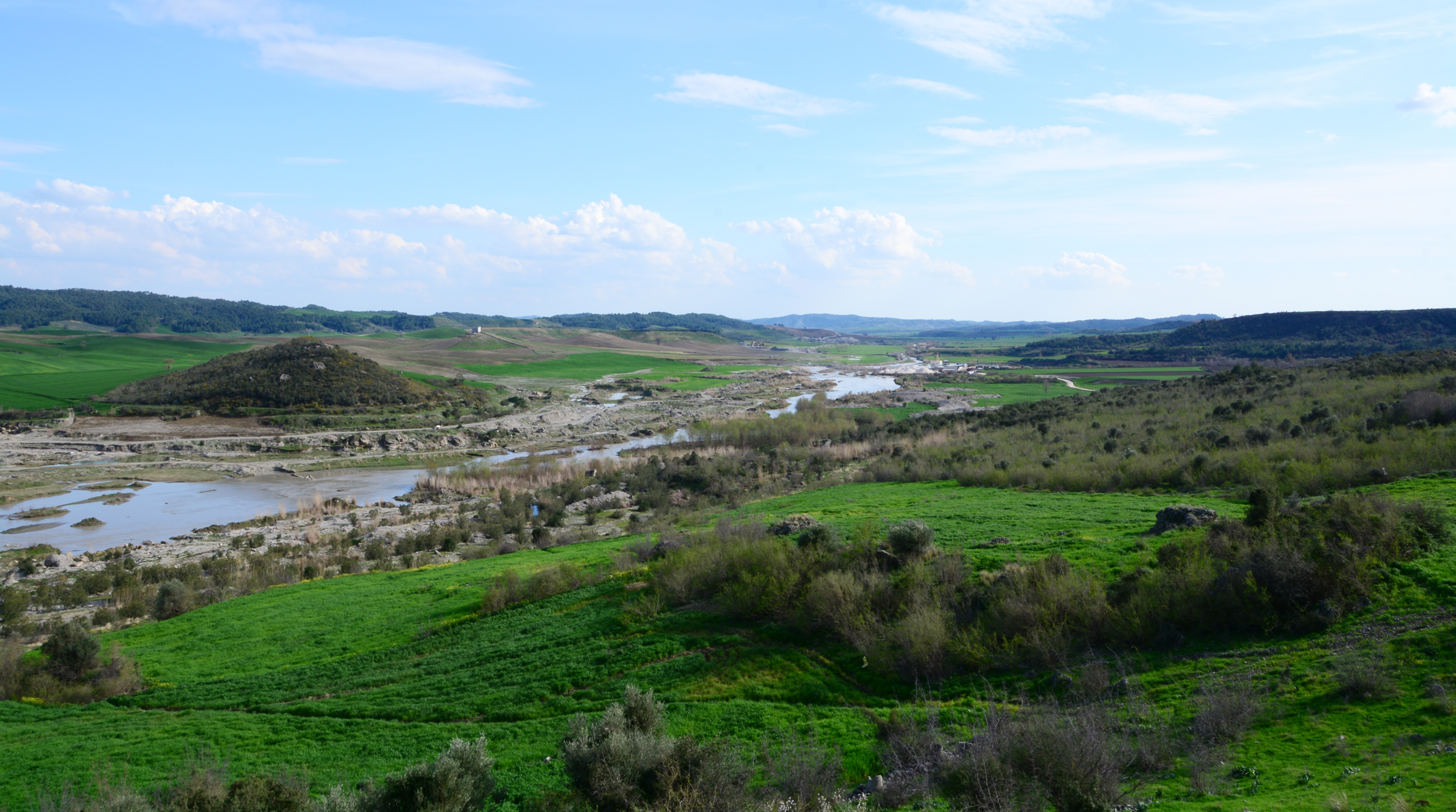
Biotope de la province de Çukurova.

Il est propre à la province de Çukurova, dans le sud de la Turquie, à laquelle il doit son nom. En particulier, il est présent dans les provinces d'Adana et d'Osmaniye, des zones de basse altitude. La race est considérée comme rare, avec environ 3 000 têtes recensées en 2007. Race considérée comme locale, le niveau de menace d'extinction pesant sur elle est inconnu pour la FAO.